# دوروثي جيكينس
دوروثي جيكينس (بالإنجليزية: Dorothy Jeakins)‏ هي مصممة أزياء تقليدية وممثلة أمريكية، ولدت في 11 يناير 1914 بسان دييغو في الولايات المتحدة، وتوفيت في 21 نوفمبر 1995 بسانتا باربارا في الولايات المتحدة.

## أعمال

### أفلام
- (1948) جان دارك
- (1953) تيتانيك
- (1956) إقناع ودي
- (1962) رجل الموسيقى
- (1965) صوت الموسيقى[6][7][8]
- (1973) الطريق الذي كنا عليه[9]

## ترشيحات
- جائزة الأوسكار لأفضل تصميم أزياء
- جائزة الأوسكار لأفضل تصميم أزياء، عن عمل: الطريق الذي كنا عليه
- جائزة توني لأفضل زي مُصمم [الإنجليزية]‏ (1957)
- جائزة توني لأفضل زي مُصمم [الإنجليزية]‏ (1959)

## وصلات خارجية
- دوروثي جيكينس على موقع IMDb (الإنجليزية)
- دوروثي جيكينس على موقع ألو سيني (الفرنسية)
- دوروثي جيكينس على موقع أول موفي (الإنجليزية)
- دوروثي جيكينس على موقع قاعدة بيانات برودواي على الإنترنت (الإنجليزية)
- دوروثي جيكينس على موقع قاعدة بيانات الأفلام السويدية (السويدية)
- دوروثي جيكينس على موقع قاعدة بيانات الفيلم (الإنجليزية)
- دوروثي جيكينس على موقع كينوبويسك (الروسية)